# 防護林

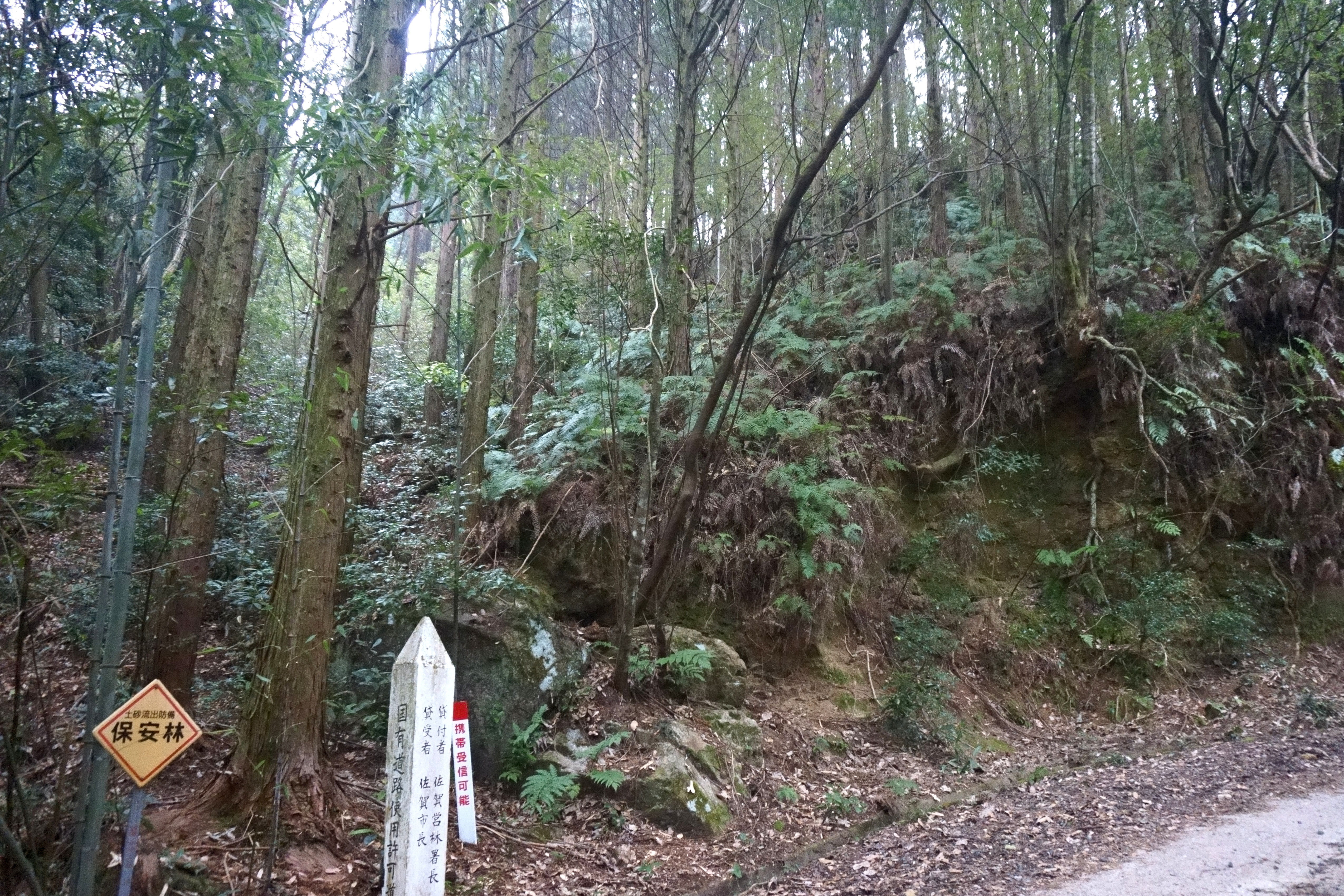
日本佐賀市久保泉町川久保的保安林

防护林或稱保安林是人們為减轻或防止自然災害（例如山崩、雪崩、侵蚀、山體滑坡、泥石流或洪水）对人民及其资产的影响而種植的森林。此外防護林還能保护土壤，防止土壤被侵蚀或被風吹走。

## 中華民國法規
「森林法」的第四章為保安林，內有規定要編入或解除保安林的審核條件。